# برمجة وراثية
البرمجة الجينية في مجال الذكاء الاصطناعي: البرمجة الجينية (GP) هي تقنية حيث يتم ترميز برامج الكمبيوتر على أنها مجموعة من الجينات التي يتم تعديلها بعد ذلك (تطور) باستخدام خوارزمية تطورية (غالبا ما تكون الخوارزمية الجينية - "GA"). والنتيجة هي برنامج كمبيوتر قادر على أداء جيد في مهمة محددة مسبقا. كثيرا ما يتم الخلط باعتبار كون البرمجة الجينية كنوع أو كتطبيق للخوارزميات الوراثية للمسائل حيث يكون كل فرد هو برنامج كمبيوتر. الطريقة المستخدمة لترميز برنامج كمبيوتري يكون باستخدام كروموسوم اصطناعي، وتتم عملية تقييم صلاحيته فيما يتعلق بمهمة محددة مسبقا وهذا هو الموضوع المركزي في تقنية البرمجة الجينية والتي لا تزال موضع بحث نشط.

## العمل التأسيسي في GP
يتنوع العمل المبكر الذي مهد الطريق لموضوعات وتطبيقات البحث في البرمجة الجينية الحالية، ويشمل تركيب البرمجيات وإصلاحها، والنمذجة التنبؤية، واستخراج البيانات  ، والنمذجة المالية  ، وأجهزة الاستشعار الناعمة ، والتصميم، ومعالجة الصور. التطبيقات في بعض المناطق، مثل التصميم، غالبًا ما تستخدم التمثيلات الوسيطة، مثل تشفير فريد غرواو الخلوي . كان الامتصاص الصناعي هامًا في العديد من المجالات بما في ذلك التمويل، الصناعة الكيميائية، المعلوماتية الحيوية وصناعة الصلب.